# 盧婉婷
盧婉婷，MH，香港政治人物，民建聯成員，前任香港葵青區議會主席及長亨選區議員，現任葵青區議會青衣選區議員。

## 從政生涯及爭議
2015年區議會選舉，盧婉婷擊敗時任區議員林立志、前區議員雷可畏及獨立人士夏龍雲當選。
2019年區議會選舉，盧婉婷再以接近五百票之差，擊敗熱血公民嚴浩源而連任。
另外，盧亦曾擔任新界青年聯會轄下葵青青年團的副主席。
2023年區議會選舉，盧婉婷在青衣選區參選，得票22775票，成功連任，亦成為歷屆區議會選舉中奪得最多個人得票的候選人。

### 爭取青衣避雨亭變撞柱亭
於在任區議員期間，盧婉婷成功爭取青衣寮肚路一個5米長，位於一個巴士落客站的避雨亭於2018年1月啟用，造價119,300元，但位置距離長亨或長宏總站只有1個或2個站，甚少人會在該處候車，而且避雨亭柱身貼近馬路一側，巴士乘客下車時要避開支柱，一旦失足或閃避不及就會撞柱，結果葵青區議會考慮再斥資11萬元改裝避雨亭。

### COVID-19期間涉嫌派含可致盲甲醇酒精搓手液
於COVID-19期間，盧婉婷連同黨友梁嘉銘及陳恒鑌排發酒精搓手液及口罩，但有關酒精搓手液被懷疑含有甲醇、杜拜政府亦於4月初宣布回收同款酒精搓手液，而甲醇成份可以致盲。起初盧拒絕回應，其後聲稱該批次的酒精搓手液並非被杜拜政府回收的批次。

### 葵青區議會首次會議唱《願榮光》，建制派離場抗議
第六屆葵青區議會由民主黨的單仲偕及張文龍分別擔任正副主席，單仲偕接手主持會議後，蔡雅文動議作口頭聲明，以歌唱形式表達港人過去七個月在反修例風波的遭遇，獲接納及通過。民主派議員即席站立唱出《願榮光歸香港》，五名建制派議員包括陳志榮、盧婉婷、徐曉杰、梁嘉銘及郭芙蓉離席抗議。

## 資料來源
1. ↑  .   [2023-12-19]. （原始内容存档于2023-12-19）.
2. ↑  憲報號外第19卷第40期 （页面存档备份，存于），香港政府
3. ↑  .   [2020-12-19]. （原始内容存档于2021-07-12）.
4. ↑  . 立場新聞. 2015-11-23  [2020-08-09]. （原始内容存档于2020-08-06）.
5. ↑  香港01. . 香港01 - 區議會選舉2019互動專頁.   [2021-04-09]. （原始内容存档于2021-01-21）.
6. ↑  . news.tvb.com.   [2021-04-09].
7. ↑  . 蘋果日報 (香港). 2019-11-05  [2020-08-09]. （原始内容存档于2020-07-14）.
8. ↑  .   [2023-12-19]. （原始内容存档于2023-12-19）.
9. ↑  .   [2023-12-19]. （原始内容存档于2023-12-19）.
10. ↑  . 蘋果日報 (香港). 2018-11-09  [2020-08-09]. （原始内容存档于2020-07-15）.
11. ↑  . 香港01. 2020-04-17  [2020-08-09]. （原始内容存档于2020-07-17）.
12. ↑  . 蘋果日報 (香港). 2020-04-18  [2020-08-09]. （原始内容存档于2020-07-14）.
13. ↑  .   [2020-12-19]. （原始内容存档于2020-01-08）.